# Tetramorium taueret
Tetramorium taueret är en myrart som beskrevs av Bolton 1995. Tetramorium taueret ingår i släktet Tetramorium och familjen myror. Inga underarter finns listade i Catalogue of Life.